# Rajd Elmot 1998
Rajd Elmot 1998 – 26. edycja Rajdu Elmot. Był to rajd samochodowy rozgrywany od 22 do 23 maja 1998 roku. Była to trzecia runda Rajdowych Samochodowych Mistrzostw Polski w roku 1998 oraz dziewiętnastą rundą Rajdowe Mistrzostwa Europy 1998. Rajd składał się z dwudziestu dwóch odcinków specjalnych (trzy odcinki anulowano).

## Wyniki końcowe rajdu
| Miejsce                                         | Kierowca                                        | Pilot                                           | Samochód                                        | Czas                                            | Strata                                          | Grupa Klasa                                     |
| Klasyfikacja generalna, ERC i mistrzostw Polski | Klasyfikacja generalna, ERC i mistrzostw Polski | Klasyfikacja generalna, ERC i mistrzostw Polski | Klasyfikacja generalna, ERC i mistrzostw Polski | Klasyfikacja generalna, ERC i mistrzostw Polski | Klasyfikacja generalna, ERC i mistrzostw Polski | Klasyfikacja generalna, ERC i mistrzostw Polski |
| ----------------------------------------------- | ----------------------------------------------- | ----------------------------------------------- | ----------------------------------------------- | ----------------------------------------------- | ----------------------------------------------- | ----------------------------------------------- |
| 1                                               | Janusz Kulig                                    | Jarosław Baran                                  | Renault Mégane Maxi                             | 1:57:20.0                                       | -                                               | A7                                              |
| 2                                               | Marek Gieruszczak                               | Maciej Maciejewski                              | Toyota Celica Turbo 4WD                         | 1:58:46.0                                       | +1:26.0                                         | A8                                              |
| 3                                               | Robert Gryczyński                               | Tadeusz Burkacki                                | Toyota Corolla WRC                              | 1:58:49.7                                       | +1:29.7                                         | A8                                              |
| 4                                               | Piotr Świeboda                                  | Artur Skorupa                                   | Mitsubishi Lancer Evo IV                        | 2:01:46.9                                       | +4:26.9                                         | N4                                              |
| 5                                               | Robert Herba                                    | Andrzej Górski                                  | Mitsubishi Carisma GT Evo IV                    | 2:02:04.7                                       | +4:44.7                                         | N4                                              |
| 6                                               | Jerzy Wierzbołowski                             | Bogusław Lepiarz                                | Ford Escort RS Cosworth                         | 2:03:22.6                                       | +6:02.6                                         | A8                                              |
| 7                                               | Wojciech Zaborowski                             | Tomasz Malec                                    | Mitsubishi Lancer Evo III                       | 2:03:23.8                                       | +6:03.8                                         | N4                                              |
| 8                                               | Dariusz Poletyło                                | Jacek Sciciński                                 | Subaru Impreza WRX                              | 2:05:39.6                                       | +8:19.6                                         | N4                                              |
| 9                                               | Zbigniew Stec                                   | Robert Bromke                                   | Mitsubishi Lancer Evo III                       | 2:07:24.5                                       | +10:04.5                                        | N4                                              |
| 10                                              | Bartłomiej Baniowski                            | Piotr Wieczorek                                 | Subaru Impreza WRX                              | 2:09:57.2                                       | +12:37.2                                        | N4                                              |